# Edith Nisser-Ljungström
Anna Edith Vilhelmina Nisser-Ljungström, född 12 juni 1916 i Örebro, död 26 september 2017 i Saltsjöbaden, var en svensk barn- och ungdomspsykiater. 
Nisser, som var dotter till landssekreterare Albert Nisser och Hulda Enander, avlade studentexamen i Örebro 1936, blev medicine kandidat vid Uppsala universitet 1940 och medicine licentiat där 1946. Hon blev vikarierande underläkare på Sundsvalls sanatorium 1946, vid medicinska avdelningen och barnavdelningen på Sundsvalls lasarett 1948, var underläkare vid barnavdelningen 1949–1950, vikarierande underläkare på Linköpings barnsjukhus 1952, auskultant och vikarierande underläkare vid psykiatriska avdelningen och barnkliniken på Karolinska sjukhuset 1953–1954 samt var vikarierande underläkare vid Stockholms stads psykiska barna- och ungdomsvård (PBU) 1955 och biträdande läkare där från 1956.